# Martin Anwel Mtumbuka
Martin Anwel Mtumbuka (ur. 5 sierpnia 1957 w Majimbula Village) – malawijski duchowny rzymskokatolicki, od 2010 biskup Karonga.

## Życiorys
Święcenia prezbiteratu przyjął 31 lipca 1988 i został inkardynowany do diecezji Mzuzu. Po święceniach został wikariuszem parafii katedralnej, a w 1990 objął funkcję rektora niższego seminarium. W latach 1993–2002 studiował w Irlandii i Wielkiej Brytanii, a po powrocie do kraju ponownie został rektorem niższego seminarium. W latach 2005–2010 wicekanclerz uniwersytetu w Blantyre.
21 lipca 2010 został mianowany biskupem nowo powstałej diecezji Karonga. Sakry biskupiej udzielił mu 20 listopada 2010 abp Nicola Girasoli.
W 2015 został wybrany wiceprzewodniczącym malawijskiej Konferencji Episkopatu.